# Tecnologia a serviço da saúde
A tecnologia a serviço da saúde refere-se à aplicação de ferramentas e sistemas tecnológicos com objetivo de aprimorar a prestação de cuidados de saúde, otimizar a gestão de informações e promover a saúde pública. O conceito engloba uma ampla gama de inovações incluindo tecnologias de informação e comunicação (TICs), telemedicina, dispositivos médicos e sistemas de gestão hospitalar. 
A consolidação desse conceito começou a ganhar forma no final do século XX, impulsionada pelo avanço da informática e da internet, que possibilitaram a digitalização de dados e a comunicação em tempo real. O termo "e-health" (saúde eletrônica) surgiu em 2001, se referindo à interseção entre saúde e tecnologias digitais, e destacando a importância da informação na promoção de saúde e autocuidado. 
Durante a 6° Conferência Mundial sobre Promoção da Saúde, realizada em 2005 foi enfatizado a necessidade de utilização das TICs para fomentar a saúde e "empoderamento" dos cidadãos, reconhecendo seu potencial para melhorar o acesso à informação, facilitar diagnósticos e tratamentos, e promover a continuidade do cuidado. Dessa forma, a tecnologia a serviço da saúde se estabeleceu como um elemento essencial para a modernização dos serviços de saúde e a melhoria da qualidade do atendimento ao paciente, refletindo a crescente demanda por soluções inovadoras que atendam às necessidades da população em um cenário de recursos limitados e alta pressão sanitária.

## O impacto da revolução digital nos cuidados médicos
A revolução digital tem provocado mudanças profundas nos cuidados médicos, impactando diretamente a forma como as informações dos pacientes são geridas. A digitalização dos prontuários, por exemplo, permite que as informações sejam armazenadas e acessadas em tempo real. Esse avanço tecnológico não apenas facilita a continuidade dos tratamentos, mas também melhora significativamente a coordenação entre os profissionais de saúde, proporcionando uma análise preditiva da saúde mais eficaz. 
Desde tempos antigos, a saúde tem sido uma prioridade central em nossa sociedade. Hoje, com o avanço constante da tecnologia, surge a pergunta: por que saúde e tecnologia não podem caminhar juntas? Os investimentos em saúde são tão dinâmicos quanto os avanços tecnológicos, e a cada ano, novos desafios emergem. O desejo de viver mais, de ser curado e de aproveitar procedimentos estéticos reflete muito da cultura contemporânea. Contudo, o mundo globalizado também trouxe novos riscos, como vimos recentemente com a pandemia, que demandam um estudo contínuo e uma evolução tecnológica. Por isso, é fundamental que esses dois campos permaneçam interligados, trabalhando em sinergia para enfrentar os desafios do presente e do futuro.
Além disso, a telemedicina, impulsionada pela tecnologia, tem se mostrado uma ferramenta poderosa na ampliação do acesso à saúde, as consultas à distância e o monitoramento remoto, viabilizados por essa inovação, são especialmente úteis para pessoas que vivem em áreas remotas ou enfrentam dificuldades de mobilidade, as mesmas durante a pandemia de COVID-19, se consolidaram como uma solução indispensável para manter a continuidade dos cuidados.
Outro aspecto essencial da revolução digital na saúde é o uso da inteligência artificial (IA), a mesma tem a capacidade de analisar grandes volumes de dados de saúde, identificando padrões que podem prever surtos de doenças e personalizar tratamentos, esse tipo de análise permite intervenções mais rápidas e precisas, melhorando os resultados para os pacientes e aumentando a eficiência dos sistemas de saúde. 
A Internet das Coisas (IoT) também desempenha um papel crucial na modernização dos cuidados médicos, dispositivos conectados permitem o monitoramento contínuo da saúde, fornecendo dados em tempo real que ajudam os profissionais a ajustar os tratamentos de forma mais precisa, essa tecnologia não só melhora a experiência do paciente, mas também promove uma abordagem mais centrada nas suas necessidades individuais.
A realidade virtual (RV) e a realidade aumentada (RA) têm sido exploradas como ferramentas potencialmente eficazes no manejo da dor. Pesquisas sugerem que essas tecnologias podem reduzir a percepção da dor ao proporcionar distração e criar um ambiente controlado para os pacientes. Estudos mostram que a RV e a RA oferecem flexibilidade na personalização das experiências, permitindo adaptações às necessidades específicas de cada paciente.
Por fim, a revolução digital impõe a necessidade de uma reavaliação da formação médica, é crucial que novas tecnologias sejam integradas aos currículos e métodos de ensino, preparando os futuros profissionais para lidar com as ferramentas que estão redefinindo a prática médica, tais avanços não apenas aumentam a eficiência e a qualidade do atendimento, mas também promovem uma abordagem centrada no paciente, utilizando a tecnologia para apoiar a humanização do cuidado.

## O impacto da tecnologia na qualidade de vida e no cuidado com a saúde

### Avanços na longevidade e redução de mortalidade
A tecnologia em conjunto com o avanço científico, tem desempenhado papel crucial na melhoria da saúde humana, ocasionando em uma significativa expansão da expectativa de vida global, pois, historicamente doenças infecciosas como pneumonia, tuberculose e diarreia eram as principais causas de morte, particularmente no inicio do século XX. O desenvolvimento de antibióticos, como a penicilina, contribuiu de forma decisiva para a redução das taxas de mortalidade, alterando drasticamente o panorama da saúde pública mundial.

### Desafios atuais na saúde e o envelhecimento populacional
Considerando o aumento da longevidade, revelaram-se novos desafios, incluso a gestão de condições crônicas e a complexidade dos cuidados necessários para uma população envelhecida, pois o crescimento da demanda por serviços de saúde, aliado ao aumento dos custos tem pressionado os sistemas de saúde em todo mundo. Entre 2000 e 2015, os gastos globais com saúde aumentaram significativamente, refletindo a necessidade urgente de soluções que possam tornar esses sistemas mais sustentáveis.

### O Papel das tecnologias da informação na transformação da saúde
As tecnologias da informação emergem como uma opção promissora para enfrentar os desafios contemporâneos na área da saúde, aplicativos de saúde, dispositivos de monitoramento e sistemas de gestão digital têm o potencial de revolucionar a forma como os cuidados são prestados. Avanços tecnológicos como este não apenas permitem o monitoramento contínuo de condições crônicas, como também oferecem aos pacientes maior controle sobre sua saúde, promovendo a prevenção de doenças e a adoção de hábitos de vida mais saudáveis.
A Anvisa, por meio da resolução RDC 17/2010 , destaca a importância da Governança de TI implementada na área farmacêutica de maneira eficiente. Essa resolução enrijece a atuação das áreas de tecnologia e das automações que podem ser executadas a nível industrial como forma de garantir a qualidade da produção dos medicamentos.
A resolução se fundamenta em uma área tecnológica mais robusta e complexa, com planos de contingência e recuperação de desastres. Para se adaptar, muitas vezes os laboratórios optam por contratar equipes externas cujos custos podem chegar a cifras milionárias.

### Desafios regulamentares e privacidade de dados
O avanço tecnológico na área da saúde traz consigo importantes desafios regulatórios e questões éticas, especialmente no que diz respeito à privacidade dos dados dos pacientes, devido a necessidade de regulamentação ágil e eficiente ser evidente, considerando o rápido progresso das novas tecnologias. Além disso, é essencial garantir que o uso de dados de saúde respeite a privacidade individual, ao mesmo tempo em que se evita a concentração de informações nas mãos de poucas empresas, o que poderia limitar a inovação futura.